# Last minute
Last minute je termín, který se v České republice používá výhradně ve spojení dovolená Last Minute případně Last Minute zájezdy. Jedná se v jistém slova smyslu o opak tzv. First Minute zájezdů.

## Původ
Slovní spojení Last Minute pochází z angličtiny a znamená "poslední chvíle". Zajímavostí je, že v anglicky hovořících zemích se v souvislosti se zájezdy používá spíše pojem Last Second (neboli "poslední sekunda") případně Last Moment (tedy "poslední moment/chvíle").

## Význam
Tento pojem je tedy používán k označení zájezdů, jejichž počátek je blízko a na které je vypsána sleva. Pokud tedy hovoříme o Last Minute zájezdech, máme na mysli zájezdy "v poslední chvíli", neboli těsně před jejich započetím. Zpravidla je tak chápán zájezd, který má počátek během dvou týdnů a jehož cena je snížena až o desítky procent původní ceny. Důvodem pro takové razantní snížení ceny je většinou skutečnost, že se během roku cestovní kanceláři nepodařilo vyprodat volné kapacity a ta se tak např. snaží minimalizovat ztráty vyprodáním zájezdu alespoň za nákupní cenu.
Postupem času však došlo k degeneraci významu tohoto slovního spojení a jeho marketingového zneužití, kdy většina slev z ceny zájezdu je označena jako Last Minute, ačkoli to se slevou na poslední chvíli nemá nic společného. Nezřídka se stává, že je jako Last Minute označen zájezd, který začíná za několik měsíců. 
Důležité je si uvědomit, že Last Minute nemá žádný specifický právní výklad, a proto se na tyto zájezdy vztahují naprosto stejná pravidla jako na standardní zájezdy. Je proto nepřípustné, aby cestovní kancelář klientovi odmítala sdělit například jméno hotelu s tím, že se jej dozví až na místě, právě z důvodu, že si kupuje zájezd Last Minute. Při koupi Last Minute zájezdů má klient naprosto stejná práva jako klient, který si kupuje standardní zájezd.

## Výhody a nevýhody Last Minute zájezdů
Výhody
- nízká cena (sleva v desítkách procent)

Nevýhody
- výběr z velice omezené nabídky (ze zájezdů, které se nepodařilo prodat)
- nevhodnost pro rodiny s dětmi, případně skupiny cestovatelů (u Last Minute zájezdů je většinou omezený počet míst)
- často nutnost platit celou částku zájezdu v hotovosti na pobočce cestovní kanceláře či agentury

## Super Last Minute
V souvislosti s Last Minute zájezdy se začal v posledních letech objevovat také pojem Super Last Minute, kterým se označují zájezdy, které lze zakoupit na letišti pouze několik hodin před odletem. Tyto zájezdy jsou jakousi extrémní formou Last Minute zájezdů, které jsou vhodné zejména pro ty cestovatele, kteří jsou adaptabilní a kterým příliš nezáleží na destinaci, do které na dovolenou poletí. Platí pro ně samozřejmě stejná pravidla jako pro klasické Last Minute zájezdy.